# Oficina Internacional para el Respeto de los Derechos Humanos en el Sáhara Occidental
BIRDHSO (en español: Oficina Internacional para el Respeto de los Derechos Humanos en el Sahara Occidental) es una organización no gubernamental suiza de derechos humanos que hace campaña contra las vulneraciones de derechos humanos en el Sáhara Occidental. Hay también delegaciones en Francia, Italia y España.

## Objetivos
Según sus estatutos, los objetivos de BIRDHSO son:
- Asegurar a nivel mundial una difusión lo más completa posible sobre las violaciones de derechos humanos cometidas en el marco del conflicto del Sahara Occidental.
- Denunciar ante organismos internacionales (ONU, CIRC entre otros), toda violación de derechos humanos en la región.
- Asegurar un contacto permanente con las organizaciones internacionales de derechos humanos para poder intervenir ante las autoridades marroquíes.
- Sostener moral y materialmente a las familias y víctimas de desaparición forzada.
- Apoyar por cualquier medio el trabajo de las organizaciones saharauis de derechos humanos en los territorios ocupados y en el extranjero.

## El Karama
Antes de la fundación oficial del BIRDHSO, y después de una reunión en noviembre de 1993 en Roma, el colectivo había lanzado cada año (desde 1994) 3 o 4 boletines informativos titulados "El Karama" (árabe, والكرامة;español, La Dignidad) en la situación de derechos humanos en el Sáhara Occidental.